# Shoal Bay (zatoka na południowy zachód od Sheet Harbour)
Shoal Bay – zatoka (ang. bay) w kanadyjskiej prowincji Nowa Szkocja, w hrabstwie Halifax, na południowy zachód od zatoki Sheet Harbour; nazwa urzędowo zatwierdzona 12 grudnia 1939.